# John Spencer, 8. hrabě Spencer
John Spencer, 8. hrabě Spencer (24. ledna 1924 Londýn – 29. března 1992 Londýn) byl britský šlechtic a otec princezny Diany.

## Život
Narodil se 24. ledna 1924 v Londýně jako syn Alberta Spencera, 7. hraběte Spencer a hraběnky Cynthie Spencerové. Studoval na Eton College, Royal Military College (Sandhurst) a Royal Agricultural College. Byl kapitánem v Royal Scots Greys a bojoval za 2. světové války. Působil jako vyšší šerif Northamptonshire a smírčí soudce pro Norfolk. Do roku 1975 byl držitelem titulu vikomta Althorp.

Dne 1. června 1954 se ve Westminsterském opatství oženil s Frances Ruth Rocheovou, dcerou Maurica Roche, 4. barona Fermoy. Spolu měli 5 dětí:
- Lady Sarah McCorquodale (nar. 1955), sňatek s Neilem Edmundem McCorquodale
- Jane Fellowes, baronka Fellowes (nar. 1957), sňatek s Robertem Fellowes, baronem Fellowes
- John Spencer (1960-1960)
- Diana, princezna z Walesu (1961–1997), sňatek s Charlesem, princem z Walesu (později král Karel III.)
- Charles Spencer, 9. hrabě Spencer (nar. 1964), poprvé sňatek s Victorií Lockwoodovou, podruhé s Caroline Huttonovou a potřetí s Karen Villeneuve.

V dubnu 1969 bylo manželství rozvedeno. Dne 14. července 1976 se oženil s Raine, hraběnkou Dartmouth.
Zemřel 29. března 1992 na infarkt myokardu.